# Guiche
Guiche (gaskognisch Guishe; baskisch Gixune)  ist eine französische Gemeinde mit 1054 Einwohnern (Stand 1. Januar 2022) im Département Pyrénées-Atlantiques in der Region Nouvelle-Aquitaine. Sie gehört zum Arrondissement Bayonne und zum Kanton Nive-Adour. Die Einwohner werden (je nach Sprache) Guishot (oder Gixundar) genannt.
Guiche ist Teil der baskischen Provinz Labourd und liegt am Adour, etwa 22 Kilometer östlich von Bayonne. Ortsteile sind: Arancette, la Bourgade, Chuhenne, Garat, Grand-Borde, Marchand und Saint-Martin. Nachbargemeinden sind: Sainte-Marie-de-Gosse und Saint-Laurent-de-Gosse im Norden, Bidache im Osten, Sames im Nordosten, Bardos und Urt im Süden.

## Geschichte
Der Ortsname Guiche tritt in der Vergangenheit auf als: Villa Guissen (12. Jahrhundert), Sanctus Joannes de Guiche (1687).
Die Grafschaft Guiche war im Besitz der Herzöge von Gramont, die 1780 auch zu Herzögen von Guiche erhoben wurden.

### Bevölkerungsentwicklung
- 1962: 750
- 1968: 684
- 1975: 638
- 1982: 638
- 1990: 670
- 1999: 730
- 2006: 847
- 2018: 979

## Sehenswürdigkeiten
- Schloss Guiche, Sitz der Herzöge von Gramont
- Ancienne Maison Noble de Labadie (16. Jahrhundert)
- Bauernhof in Grand-Borde (17. Jahrhundert)
- Haus Le Marchand (17. Jahrhundert)
- Kirche Saint-Jean-Baptiste, (13. Jahrhundert, Monument historique)

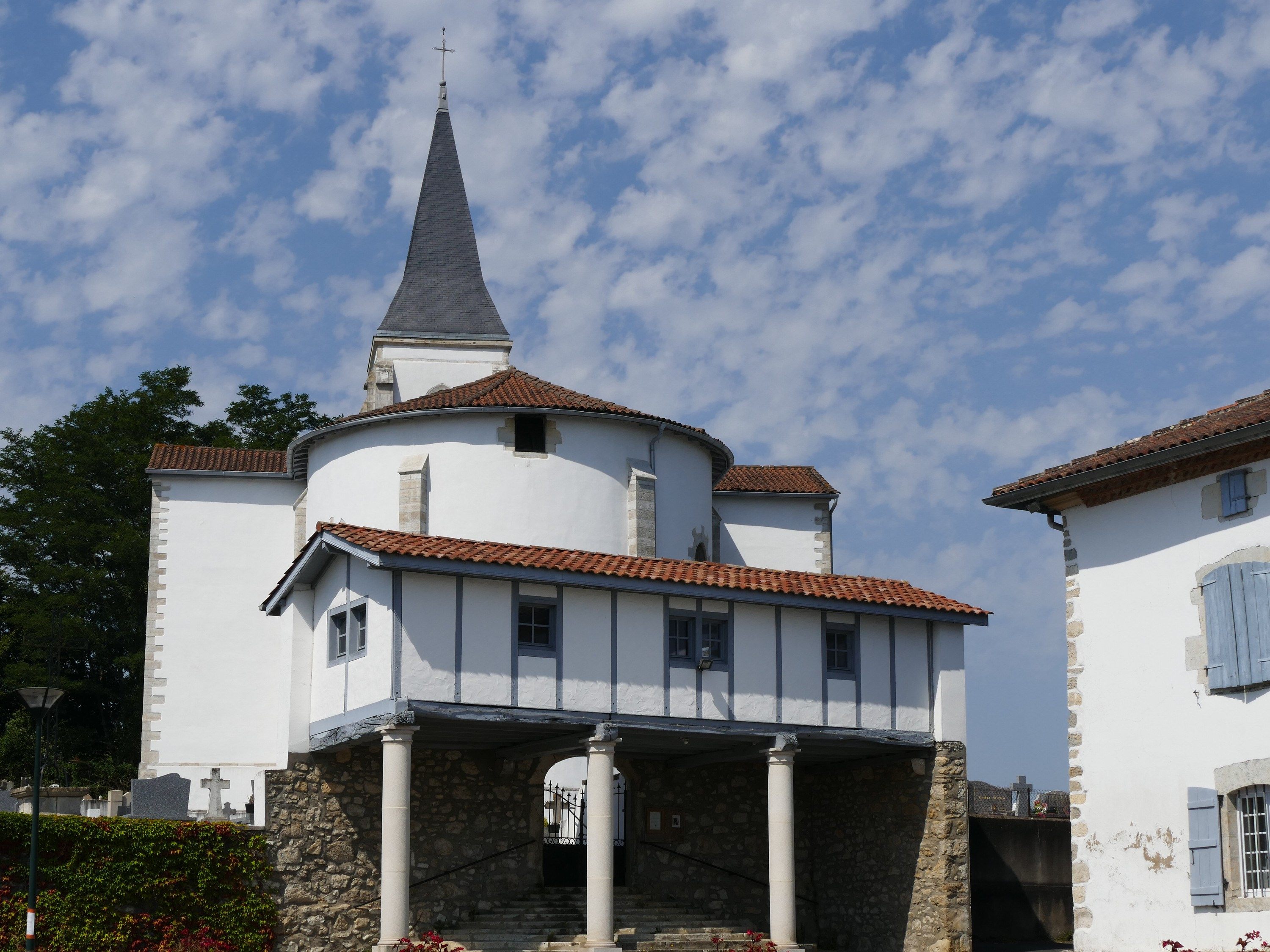
Kirche Saint-Jean-Baptiste